# دابلین (نیوهمپشایر)
دابلین، نیوهمپشایر (به انگلیسی: Dublin, New Hampshire) یک شهرک در ایالات متحده آمریکا است که در شهرستان چشایر، نیوهمپشایر واقع شده‌است.

## خصوصیات
دابلین ۷۵٫۳ کیلومترمربع مساحت و ۱٬۵۹۷ نفر جمعیت دارد و ۴۳۹ متر بالاتر از سطح دریا واقع شده‌است.